# Der obergermanisch-raetische Limes des Roemerreiches

Titelblatt der 25. Lieferung zum ORL, Juni 1905

Der obergermanisch-raetische Limes des Römerreiches (ORL; Kurztitel: Limeswerk) ist eine 15 Bände umfassende Publikation, in der die Reichs-Limeskommission ihre archäologischen Aktivitäten am Obergermanisch-Raetischen Limes dokumentiert hat. Der ORL ist ein bis heute unverzichtbares Standardwerk der Provinzialrömischen Archäologie im Allgemeinen und der Limesforschung im Besonderen.

## Gliederung
Der ORL gliedert sich in zwei so genannte Abteilungen, die siebenbändige Abteilung A, die sich den einzelnen Limesabschnitten (Strecken) selbst widmet und die achtbändige Abteilung B, in der die einzelnen größeren Kastelle beschrieben werden.
Die Abteilung A dokumentiert den genauen Verlauf des Limes, beschreibt die Befunde, Form und Erhaltungszustand von Wall, Wallgraben, Palisadengraben oder Mauer, sowie die Wachtürme und kleineren Kastelle unterhalb der Numerusgröße. Ein umfangreicher Abschnitt ist den römischen wie auch den vorrömischen Straßenverbindungen gewidmet, in einem weiteren Abschnitt wird das bei den Grabungen von der Kommission geborgene Fundmaterial dokumentiert.
Die Abteilung B beschreibt detailliert jedes einzelne, zur Zeit der Kommission bekannte Kastell, von der Größe eines Numeruskastells an aufwärts.

Beide Abteilungen fassen auch die jeweiligen Forschungsergebnisse aus der Zeit vor den Aktivitäten der Kommission zusammen. Die Kapitel beider Abteilungen sind mit aufwändig gestalteten Bildtafeln ausgestattet, die mit Lagekarten, Grundriss-, Befund- und Fundzeichnungen sowie Grabungsphotographien versehen sind.

## Erscheinungsweise und Editionen
Die einzelnen Arbeitsbereiche (Teilstrecken, Kastelle) wurden von den jeweils zuständigen so genannten Streckenkommissaren in einzelnen Heften, so genannten Lieferungen, publiziert. Teilweise erfolgte auch eine Vorabveröffentlichung in einer gesonderten Schriftenreihe, dem Limesblatt, oder in den einschlägigen Fachzeitschriften, wie den Bonner Jahrbüchern.
Die Lieferungen wurden von den drei Herausgebern, Ernst Fabricius, Felix Hettner und Oscar von Sarwey, zu den einzelnen Bänden zusammengefasst und zwischen 1894 und 1937 publiziert. Die Bände erschienen im Verlag von Otto Petters, Heidelberg/Berlin/Leipzig.
In den Jahren 1973 und 2005 begonnene Nachdrucke resp. Faksimileausgaben liegen nur in einzelnen Bänden vor. Die Originalausgaben, die sich aufgrund ihrer qualitativ hochwertigen Verarbeitung noch immer in einem ausgezeichneten Zustand befinden, sind selten und nur noch in wissenschaftlichen Bibliotheken oder auf dem antiquarischen Buchmarkt erhältlich.

Eine Volltextsuche auf der Basis des Reprints 2005 war 2010 auf Libreka im Aufbau.

## Die einzelnen Bände

### Abteilung A
- Band 1: Strecke 1 (Der Limes vom Rhein bis zur Lahn), 1915 und Strecke 2 (Der Limes von der Lahn bis zur Aar), 1916
- Band 2: Strecke 3 (Die Limesanlagen im Taunus von der Aar bis zum Köpperner Tal bei der Saalburg), 1935 und Strecken 4 und 5 (Die Wetteraulinie vom Köpperner Tal bei der Saalburg bis zum Main bei Gross-Krotzenburg), 1936
- Band 3: Strecke 6 (Die Mainlinie von Seligenstadt bis Miltenberg mit einem Nachtrage zur Abt. B Nr. 33 Kastell Stockstadt), 1933
- Band 4: Strecken 7 bis 9 (Der obergermanische Limes von Miltenberg am Main bis zum Haghof bei Welzheim), 1931, 1933
- Band 5: Strecke 10 (Der Odenwaldlimes von Wörth am Main bis Wimpfen am Neckar), 1926, 1935; und Strecke 11 (Die Neckarlinie von Wimpfen bis Rottweil und Hüfingen), 1935
- Band 6: Strecke 12 (Der rätische Limes von Haghof bei Welzheim bis zur württembergisch-bayerischen Grenze), 1935 und Strecke 13 (Der rätische Limes von der württembergisch-bayerischen Grenze bis Gunzenhausen und das kleine Kastell Unter-Schwaningen), 1930
- Band 7: Strecke 14 (Der raetische Limes von Gunzenhausen bis Kipfenberg), 1927 und Strecke 15 (Der rätische Limes von Kipfenberg bis zur Donau), 1932

### Abteilung B
- Band 1: Kastelle 1 (Robert Bodewig: Das Kastell Heddesdorf, 1903), 1a (Emil Ritterling: Das Kastell Niederbieber, 1936), 2 (E. Ritterling, Ernst Fabricius: Das Kastell Bendorf, 1937), 2a (Otto Dahm: Das Kastell Niederberg bei Ehrenbreitstein, 1900), 3 (Otto Dahm: Das Kastell Arzbach, 1900), 4 (Robert Bodewig: Das Kastell Ems, 1911), 5 (Robert Bodewig: Das Kastell Hunzel, 1897), 5a (Robert Bodewig: Das Erdkastell Marienfels, 1903), 6 (Ludwig Pallat: Das Kastell Holzhausen, 1904), 7 (Hans Lehner: Das Kastell Kemel, 1901)
- Band 2a: Kastelle 8 (Louis Jacobi: Das Kastell Zugmantel, 1909), 9 (Louis Jacobi: Das Kastell Alteburg-Heftrich, 1904), 10 (Louis Jacobi: Das Kastell Feldberg, 1905), 11 (Heinrich Jacobi: Das Kastell Saalburg, 1937), 12 (Louis Jacobi: Das Kastell Kapersburg, 1906), 13 (Friedrich Kofler: Das Kastell Langenhain, 1897), 14 (Friedrich Kofler: Das Kastell Butzbach, 1894), 15 (Ernst Fabricius: Grüningen, 1913), 16 (Friedrich Kofler: Das Kastell Arnsburg, 1902), 17 (Eduard Anthes: Das Kastell Inheiden, 1911), 18 (Friedrich Kofler: Das Kastell Echzell, 1903), 19 (Friedrich Kofler: Das Kastell Ober-Florstadt, 1903), 20 (Eduard Anthes: Das Kastell Altenstadt, 1912), 21 (Georg Wolff: Das Kastell Marköbel, 1896), 22 (Georg Wolff: Das Kastell Rueckingen, 1913), 23 (Georg Wolff: Das Kastell Gross-Krotzenburg, 1933)
- Band 2b: Kastelle 24 (Georg Wolff: Das Kastell Kesselstadt, 1898), 25 (Georg Wolff: Die Erdbefestigungen von Heldenbergen, 1900), 25a (Georg Wolff: Das Kastell Okarben, 1902), 26 (Ernst Schmidt: Das Kastell Friedberg, 1913), 27 (Georg Wolff: Das Kastell und die Erdlager von Heddernheim, 1915), 27a (G. Wolff: Das Kastell Frankfurt am Main, 1915), 28 (Ernst Schmidt: Das Kastell Hoechst am Main, 1912), 29 (Georg Wolff: Das Kastell Hofheim und andere Befestigungen daselbst, 1897), 30 (Ernst Schmidt: Kastel bei Mainz, 1912) 31 (E. Ritterling: Das Kastell Wiesbaden, 1909)
- Band 3: Kastelle 32 (Ernst Fabricius: Das Kastell Seligenstadt, 1914), 33 (Friedrich Drexel: Das Kastell Stockstadt, 1914), 34 (Wilhelm Conrady: Das Kastell Niedernberg, 1896), 35 (Wilhelm Conrady: Das Kastell Obernburg, 1903), 36 (Wilhelm Conrady: Das Kastell Wörth, 1900), 37 (Wilhelm Conrady: Das Kastell Trennfurt, 1900), 38 (Friedrich Leonhard: Das Kastell Altstadt bei Miltenberg, 1910)
- Band 4: Kastelle 38a (Oskar Winterhelt: Das Kastell Miltenberg-Ost, 1929), 39 (Wilhelm Conrady: Das Kastell Alteburg bei Walldürn, 1904), 40 (Karl Schumacher: Das Kastell Osterburken, 1895), 41 (Adolf Mettler: Das Kastell Jagsthausen, 1909), 41a (Friedrich Leonhard: Das Kastell Westernbach, 1929), 42/42.1 (Ernst von Herzog: Die Kastelle bei Oehringen, 1897), 43 (Adolf Mettler: Das Kastell Mainhardt, 1909), 44 (Christian Hämmerle: Das Kastell Murrhardt, 1894), 45/45a (Adolf Mettler, P. Schultz: Die Kastelle bei Welzheim, 1904)
- Band 5: Kastelle 46 (F. Kofler: Das Kastell Lützelbach, 1904), 46a (Ernst Fabricius: Das Kastell Arnheiter Hof, 1915), 46b (E. Anthes: Das Kastell Seckmauern, 1914), 47 (F. Kofler: Das Kastell Hainhaus bei Vielbrunn, 1897), 48 (F. Kofler: Das Kastell Eulbach, 1896), 49 (F. Kofler: Das Kastell Wuerzberg, 1896), 50 (F. Kofler: Das Kastell Hesselbach, 1896), 51 (K. Schumacher: Das Kastell bei Schlossau, 1900), 52 (K. Schumacher: Das Kastell Oberscheidenthal, 1897), 53/53.1 (K. Schumacher: Die Kastelle bei Neckarburken, 1898), 54/55 (K. Schumacher: Kastell und Vicus bei Wimpfen, 1900), 56 (Heinrich Steimle: Das Kastell Böckingen, 1898), 57 (A. Mettler: Kastell Walheim, 1897), 58 (A. Mettler: Das Kastell Benningen, 1902), 59 (Ernst Kapff, Walter Barthel: Das Kastell Cannstatt, 1907), 60 (A. Mettler: Das Kastell Köngen, 1907), 61 (Oscar Paret: Das Kastell Rottenburg, 1936), 61a (Rudolf Herzog: Das Kastell Sulz, 1897), 61b (Eugen Nägele: Das Kastell Waldmoessingen, 1897), 62 (Wilhelm Schleiermacher: Das große Lager und die Kastelle von Rottweil, 1936), 62a (Paul Revellio: Das Kastell Hüfingen, 1937)
- Band 6: Kastelle 63 (Heinrich Steimle: Das Kastell Lorch, 1897), 64 (H. Steimle: Das Kastell Schierenhof bei Schwäbisch Gmünd, 1897), 65 (H. Steimle: Kastell Unterböbingen, 1894), 66 (H. Steimle: Kastell Aalen, 1904), 66a (Ernst Fabricius u. a.: Das Kastell Urspring, 1904), 66b (Prescher: Das Kastell Heidenheim, 1900), 66c (Friedrich Drexel: Das Kastell Faimingen, 1911), 67 (R. Herzog: Das Kastell Buch, 1896), 67a (H. Steimle: Das Kastell Halheim, 1901), 67b (Friedrich Hertlein: Das Kastell Oberdorf am Ipf, 1915), 68 (Wilhelm Kohl: Das Kastell Ruffenhofen, 1896), 68a (Heinrich Eidam: Das Kastell Munningen, 1929), 69 (W. Kohl, Karl von Popp: Das Kastell Dambach, 1901), 70 (Heinrich Eidam: Das Kastell Gnotzheim, 1907)
- Band 7: Kastelle 71 (H. Eidam: Das Kastell Gunzenhausen, 1907), 71a (H. Eidam: Das Kastell Theilenhofen, 1905), 72 (Ernst Fabricius, W. Kohl, Julius Tröltsch: Das Kastell Weissenburg, 1906), 73 (Friedrich Winkelmann: Das Kastell Pfuenz, 1901), 73a (F. Winkelmann: Das Kastell Boehming, 1907), 74 (Joseph Fink: Das Kastell Kösching, 1913), 75 (J. Fink: Das Kastell Pfoerring, 1902)